# Wereldkampioenschap shorttrack 1983 (individueel)
De wereldkampioenschappen shorttrack 1983 werden van 8 tot en met 10 april 1983 in Tokio, Japan gehouden.

## Deelnemers

### België
| Vrouwen             | Mannen          |
| ------------------- | --------------- |
| Mireille de Keuster | Benoit Mine     |
| Cathy Goyvaerts     | Didier Claeys   |
| Sandrine Goes       | David Davids    |
| Linda Boerjan       | Geoffry D’hondt |

### Nederland
| Vrouwen            | Mannen            |
| ------------------ | ----------------- |
| Boukje Keulen      | Menno Boelsma     |
| Ingrid Marcusse    | Jaco Mos          |
| Jolanda Grimbergen | Tjerk Terpstra    |
| Simone Velzeboer   | Charles Veldhoven |
| -                  | Cees Boer         |

## Medailles

### Mannen
| Onderdeel         | Goud                                                          | Goud                                                          | Zilver                                                                         | Zilver                                                                         | Brons                                                                               | Brons                                                                               |
| ----------------- | ------------------------------------------------------------- | ------------------------------------------------------------- | ------------------------------------------------------------------------------ | ------------------------------------------------------------------------------ | ----------------------------------------------------------------------------------- | ----------------------------------------------------------------------------------- |
| 500m              | Michel Delisle                                                | CAN                                                           | Toshinobu Kawai                                                                | JPN                                                                            | Louis Grenier                                                                       | CAN                                                                                 |
| 1000m             | Louis Grenier                                                 | CAN                                                           | Guy Daigault                                                                   | CAN                                                                            | Michel Delisle                                                                      | CAN                                                                                 |
| 1500m             | Michel Delisle                                                | CAN                                                           | Tohsinobu Kawai                                                                | JPN                                                                            | Louis Grenier                                                                       | CAN                                                                                 |
| 3000m superfinale | Louis Grenier                                                 | CAN                                                           | Tatsuyoshi Ishihara                                                            | JPN                                                                            | Yuichi Akasaka                                                                      | JPN                                                                                 |
| Klassement        | Louis Grenier                                                 | CAN                                                           | Michel Delisle                                                                 | CAN                                                                            | Guy Daigault                                                                        | CAN                                                                                 |
| Aflossing         | CAN Guy Daigault Louis Grenier Michel Delisle Benoit Lamarche | CAN Guy Daigault Louis Grenier Michel Delisle Benoit Lamarche | Australië Michael Richmond Michael Hearn Harry Spraggi Danny Kah George Fabian | Australië Michael Richmond Michael Hearn Harry Spraggi Danny Kah George Fabian | Japan Tatsuyoshi Ishihara Tohsinobu Kawai Yuichi Akasaka Masaki Yasuda Hiroshi Toda | Japan Tatsuyoshi Ishihara Tohsinobu Kawai Yuichi Akasaka Masaki Yasuda Hiroshi Toda |

### Vrouwen
| Onderdeel         | Goud                                                                | Goud                                                                | Zilver                                                                     | Zilver                                                                     | Brons                                                                                     | Brons                                                                                     |
| ----------------- | ------------------------------------------------------------------- | ------------------------------------------------------------------- | -------------------------------------------------------------------------- | -------------------------------------------------------------------------- | ----------------------------------------------------------------------------------------- | ----------------------------------------------------------------------------------------- |
| 500m              | Silvie Daigle                                                       | CAN                                                                 | Mika Kato                                                                  | JPN                                                                        | Maryse Perreault                                                                          | CAN                                                                                       |
| 1000m             | Silvie Daigle                                                       | CAN                                                                 | Bonnie Blair                                                               | USA                                                                        | Mika Kato                                                                                 | JPN                                                                                       |
| 1500m             | Silvie Daigle                                                       | CAN                                                                 | Miyoshi Kato                                                               | JPN                                                                        | Hiromi Takeuchi                                                                           | JPN                                                                                       |
| 3000m superfinale | Silvie Daigle                                                       | CAN                                                                 | Mika Kato                                                                  | JPN                                                                        | Maryse Perreault                                                                          | CAN                                                                                       |
| Klassement        | Silvie Daigle                                                       | CAN                                                                 | Mika Kato                                                                  | JPN                                                                        | Maryse Perreault                                                                          | CAN                                                                                       |
| Aflossing         | Canada Silvie Daigle Maryse Perreault Nathalie Lambert Marie Martin | Canada Silvie Daigle Maryse Perreault Nathalie Lambert Marie Martin | Japan Eiko Shishii Mika Kato Hiromi Takeuchi Miyoshi Kato Mariko Kinoshita | Japan Eiko Shishii Mika Kato Hiromi Takeuchi Miyoshi Kato Mariko Kinoshita | Verenigde Staten Bonnie Blair Lydia Stephans Gloria Bogacki Maura D’Andrea Michelle Kline | Verenigde Staten Bonnie Blair Lydia Stephans Gloria Bogacki Maura D’Andrea Michelle Kline |

### Medailleklassement
| Plaats | Land             | Goud | Zilver | Brons | Totaal |
| 1      | Canada           | 12   | 2      | 7     | 21     |
| 2      | Japan            | 0    | 8      | 4     | 12     |
| 3      | Verenigde Staten | 0    | 1      | 1     | 2      |
| 4      | Australië        | 0    | 1      | 0     | 1      |
| Totaal | Totaal           | 12   | 12     | 12    | 36     |

## Eindklassementen

### Mannen
| Rang   | Naam                | Land             | Punten |
| ------ | ------------------- | ---------------- | ------ |
| Goud   | Louis Grenier       | Canada           | 17     |
| Zilver | Michel Delisle      | Canada           | 8      |
| Brons  | Guy Daigault        | Canada           | 6      |
| 4      | Tatsuyoshi Ishihara | Japan            | 4      |
| 5      | Tohsinobu Kawai     | Japan            | 3      |
| 6      | Yuichi Akasaka      | Japan            | 3      |
| 7      | Patrick Moore       | Verenigde Staten | 2      |
| 8      | Steve Marrifield    | Verenigde Staten | 1      |

### Vrouwen
| Rang   | Naam             | Land             | Punten |
| ------ | ---------------- | ---------------- | ------ |
| Goud   | Silvie Daigle    | Canada           | 20     |
| Zilver | Mika Kato        | Japan            | 9      |
| Brons  | Maryse Perreault | Canada           | 4      |
| 4      | Miyoshi Kato     | Japan            | 4      |
| 5      | Hiromi Takeuchi  | Japan            | 3      |
| 6      | Bonnie Blair     | Verenigde Staten | 3      |

Wereldkampioenschap shorttrack (individueel)

Champaign 1976 · 
Grenoble 1977 · 
Solihull 1978 · 
Quebec 1979 · 
Milaan 1980 · 
Meudon 1981 · 
Moncton 1982 · 
Tokio 1983 · 
Peterborough 1984 · 
Amsterdam 1985 · 
Chamonix 1986 · 
Montreal 1987 · 
St. Louis 1988 · 
Solihull 1989 · 
Amsterdam 1990 · 
Sydney 1991 · 
Denver 1992 · 
Peking 1993 · 
Guildford 1994 · 
Gjövik 1995 · 
Den Haag 1996 · 
Nagano 1997 · 
Wenen 1998 · 
Sofia 1999 · 
Sheffield 2000 · 
Jeonju 2001 · 
Montreal 2002 · 
Polen 2003 · 
Göteborg 2004 · 
Peking 2005 · 
Minneapolis 2006 · 
Milaan 2007 · 
Gangneung 2008 · 
Wenen 2009 · 
Sofia 2010 · 
Sheffield 2011 · 
Shanghai 2012 · 
Debrecen 2013 · 
Montreal 2014 · 
Moskou 2015 · 
Seoel 2016 · 
Rotterdam 2017 · 
Montreal 2018 ·
Sofia 2019 ·
Seoel 2020 ·
Dordrecht 2021 ·
Montreal 2022 ·
Seoel 2023 ·
Rotterdam 2024 ·
Peking 2025
Wereldkampioenschap shorttrack (teams)

Seoul 1991 · 
Nobeyama 1992 · 
Boedapest 1993 · 
Cambridge 1994 · 
Zoetermeer 1995 · 
Lake Placid 1996 · 
Seoel 1997 · 
Bormio 1998 · 
St. Louis 1999 · 
Den Haag 2000 · 
Nobeyama 2001 · 
Milwaukee 2002 · 
Boedapest 2003 · 
Sint-Petersburg 2004 · 
Chuncheon 2005 · 
Montreal 2006 · 
Boedapest 2007 · 
Harbin 2008 · 
Heerenveen 2009 · 
Bormio 2010 · 
Warschau 2011
Wereldkampioenschappen shorttrack junioren

Seoel 1994 ·
Calgary 1995 ·
Courmayeur 1996 ·
Marquette 1997 ·
Saint Louis 1998 ·
Montreal 1999 ·
Székesfehérvár 2000 ·
Warschau 2001 ·
Chuncheon 2002 ·
Boedapest 2003 ·
Peking 2004 ·
Belgrado 2005 ·
Miercurea Ciuc 2006 ·
Mladá Boleslav 2007 ·
Bozen 2008 ·
Sherbrooke 2009 ·
Taipei 2010 ·
Courmayeur 2011 ·
Melbourne 2012 ·
Warschau 2013 ·
Erzurum 2014 ·
Osaka 2015 ·
Sofia 2016 ·
Innsbruck 2017 ·
Tomaszów Mazowiecki 2018 ·
Montreal 2019 ·
Bormio 2020 ·
Salt Lake City 2021 ·
Gdańsk 2022 ·
Dresden 2023 ·
Gdańsk 2024 ·
Calgary 2025